# Карамахи
Карамахи (дарг. Хъарамахи, Кьарамахи) — село в Буйнакском районе Дагестана. Административный центр Карамахинского сельсовета.

## Этимология
Изначальное даргинское название села Хъара-махи («Верхний, крайний хутор») в официальных документах превратилось в кумыкский вариант Кара-махи («Чёрный хутор»).

## География
Село находится на расстоянии 26 км к юго-востоку от города Буйнакск, административного центра района.

## Население
| 1926 | 1939 | 1970  | 1989  | 2002  | 2010  | 2021  |
| ---- | ---- | ----- | ----- | ----- | ----- | ----- |
| 810  | ↗902 | ↗1111 | ↗2257 | ↗3647 | ↗4537 | ↘3916 |

## История
В 1997 году село становится одним из центров ваххабизма в Дагестане и несколько лет фактически живёт по законам шариата. Федеральный контроль над селом был восстановлен в результате спецоперации вооружённых сил в сентябре 1999 года.